# エキセナチド
エキセナチド（Exenatide）はアメリカドクトカゲの下顎から分泌される毒液に含まれるペプチド（Exendin-4）であり、医薬品として用いられる。
ヒトグルカゴン様ペプチド-1（GLP-1）と同様の作用を持つ。すなわち、膵臓のランゲルハンス島β細胞からの血糖依存的インスリン分泌促進、同α細胞からのグルカゴン分泌抑制、胃からの内容物排出速度の低下である。
1日2回の皮下注射が必要な製剤（バイエッタ）と、週1回の皮下注射を必要とする製剤（ビデュリオン）の2種類がある。

## 副作用
重大な副作用として、低血糖、腎不全、急性膵炎（バイエッタ：0.7%、ビデュリオン：0.2%）、アナフィラキシー反応、血管浮腫、腸閉塞が添付文書に記載されている
。

## 効能・効果
2型糖尿病

## 用法・用量
- 1回5µgを1日2回朝夕食前に皮下注射する。投与開始から1ヵ月以上の経過観察後、患者の状態に応じて1回10µg、1日2回投与に増量できる（バイエッタ）。
- 2mgを週に1回、皮下注射する（ビデュリオン）。